# Gottifredo degli Alberti
Gottifredo degli Alberti (Firenze, 1083 circa – Firenze, 10 novembre 1142) è stato un vescovo cattolico italiano, vescovo di Firenze dal 1114 fino alla sua morte.

## Biografia

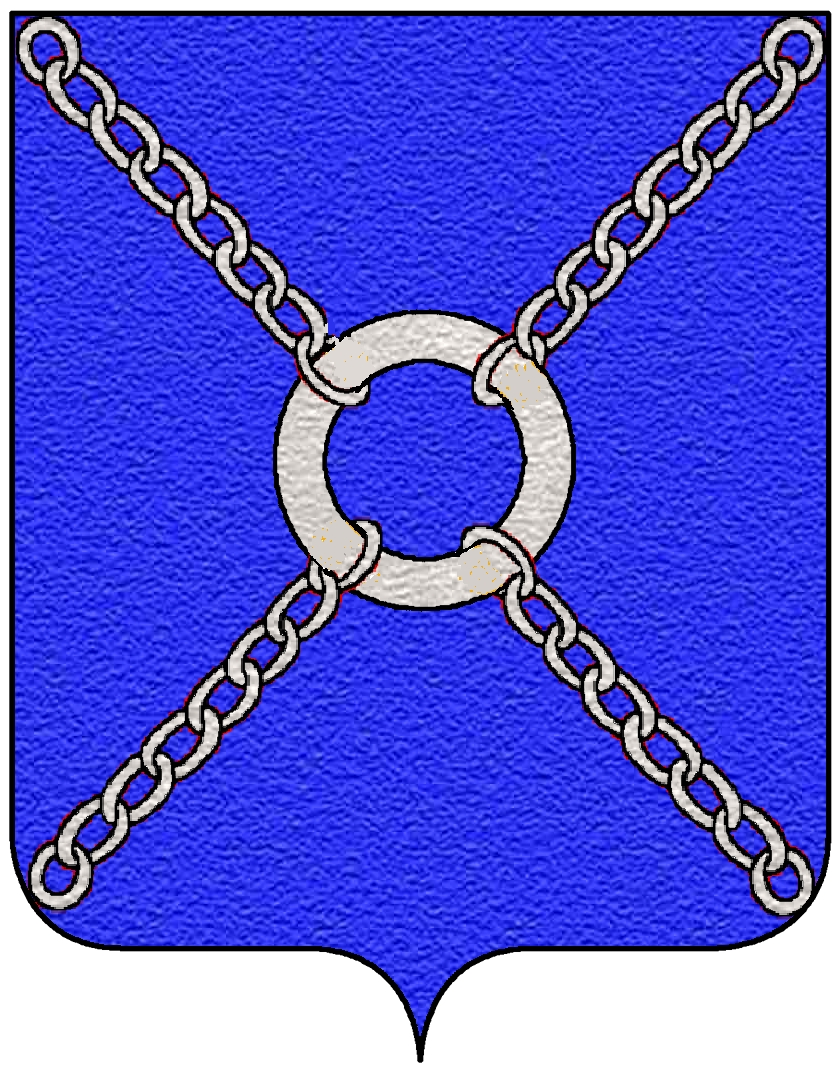
Stemma degli Alberti

Nato in una delle più importanti famiglie patrizie toscane, gli Alberti, fu eletto al soglio episcopale appena trentenne e gli storici sono concordi nel vedere l'influenza di Matilde di Canossa nella faccenda. Suo fratello Tancredi aveva ereditato i feudi dei Cadolingi per via matrimoniale con la vedova di Ugo dei Cadolingi, così nel XII secolo i conti Alberti di Prato erano il ramo più importante della casata.
Fu accusato di simonia dall'arcidiacono Pietro e dai priori di San Lorenzo, che lo denunciarono apertamente a Firenze, mentre i priori di Santo Stefano al Ponte portarono la questione davanti al pontefice Pasquale II, il quale lo sottopose a giudizio delegando il vescovo di Volterra. In seguito al processo fu giudicato innocente.
Fu sempre coinvolto nelle vicende legate alla sua famiglia, dalla quale aveva ereditato il più tipico carattere battagliero di fazione, nonché una certa munificenza interessata verso vari istituti religiosi della città schierati a favore dei suoi interessi.
Nel 1131 fondò la Congrega di Gesù Pellegrino, che esistette fino al Settecento.